# تطهیر (رمان)
تطهیر (فنلاندی: Puhdistus) رمانی از سوفی اکسانن نویسنده فنلاندی-استونیایی است که در سال ۲۰۰۸ منتشر شده است. این رمان به سی‌وهشت زبان ترجمه شده و براساس نمایشنامه خود نویسنده است که در ۲۰۰۷ در تئاتر ملی فنلاندی اجرا شد. تا سال ۲۰۱۰، تطهیر تنها رمان اکسانن است که به انگلیسی ترجمه شده.
تطهیر داستان دو زن است که مجبور می‌شوند برای مقابله با پشت پرده اشغال استونی به دست شوروی، با گذشته‌های تاریک خود که مملو از سازش و مقاومت، تجاوز و بردگی جنسی است، مواجه شوند.

## فیلم
از روی این رمان فیلمی اقتباسی به کارگردانی آنتی یوکینن ساخته شده که نماینده فنلاند در اسکار هشتادوپنجم در بخش جایزه اسکار بهترین فیلم خارجی‌زبان بود.